# Swift River (Teslin Lake)
Der Swift River ist ein etwa 150 km langer Zufluss des Teslin Lake im Yukon-Territorium und British Columbia in Kanada. Bis 1952 hieß der Fluss in Yukon noch McNaughton River.

## Flusslauf
Der Swift River entspringt auf einer Höhe von etwa 1400 m im Norden der Cassiar Mountains im Yukon-Territorium 22 km nordwestlich vom Flugplatz Pine Lake. Westlich vom Quellgebiet befinden sich die Rudy Lakes. Der Swift River fließt anfangs in südöstlicher Richtung nach Pine Lake. Anschließend wendet er sich nach Süden und Südwesten. Der Alaska Highway (Watson Lake–Teslin) folgt dem Flusslauf ab Pine Lake. Der Swift River überquert die Provinzgrenze nach British Columbia. Der McNaughton Creek mündet linksseitig in den Fluss. Dieser fließt nun in überwiegend westlicher Richtung. Er durchfließt den Swan Lake und nimmt den Smart River von rechts auf. Der Alaska Highway verlässt das Flusstal in nordwestlicher Richtung. Der Swift River biegt nach Süden ab. Am Unterlauf liegt der Swift Lake. Kurz darauf wendet sich der Swift River nach Westen. Er durchschneidet auf den letzten 25 km das Nisutlin-Plateau und erreicht das Ostufer des Teslin Lake. Der Juni ist gewöhnlich der Monat mit den höchsten Abflüssen im Jahr.